# مجلس فرماندهی انقلاب (سوریه)
مجلس فرماندهی انقلاب (عربی: مجلس قيادة الثورة السورية) ائتلافی متشکل از ۷۲ گروه است که در جنگ داخلی سوریه شرکت دارند و در تاریخ ۳ اوت ۲۰۱۴ تشکیل شده‌است.

## گروه‌های عضو
ارتش آزاد سوریه:
- جبهه انقلابیون سوریه (بخش جنوبی)
- هیئت دروع الثوره
- گروه ۱۰۱ پیاده
- جبهه حق‌المقاتله
- گروه‌های الانصار[۴]
- تیپ فرسان الحق
- لشکر ۱۳
- صقور الغاب[۳]

جبهه اسلامی:
- پیپ الحق
- صقور الشام
- جیش الاسلام[۴]
- احرار الشام[۵]
- تیپ توحید[۶]

دیگر گروها:
- ارتش مجاهدین
- اتحاد اسلامی اجناد الشام
- فیلق الشام[۴]
- جبهه سوریه للتحریر[۳]
- جبهه الاصاله و التنمیه[۶]
- حرکة نور الدین الزنکی
- فاستقم کما أمرت[۷]
- جبهه انصار الاسلام[۸]

## گروه‌های عضو پیشین
ارتش آزاد سوریه:
- حرکت حزم[۹]
- جبهه انقلابیون سوریه (بخش شمالی)[۹]